# Netelia decorator
Netelia decorator là một loài tò vò trong họ Ichneumonidae.